# Kanton Le Massegros

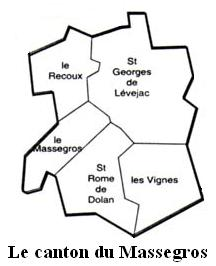
Der Kanton Le Massegros

Der Kanton Le Massegros war bis 2015 ein französischer Wahlkreis im Arrondissement Florac, im Département Lozère und in der ehemaligen Region Languedoc-Roussillon, 
Der Kanton umfasste Wahlberechtigte aus folgenden fünf Gemeinden:
| Gemeinde                 | Einwohner Jahr | Fläche km² | Bevölkerungsdichte | Code INSEE | Postleitzahl |
| ------------------------ | -------------- | ---------- | ------------------ | ---------- | ------------ |
| Le Massegros             | 402 (2013)     | –          | – Einw./km²        | 48094      | 48500        |
| Le Recoux                | 128 (2013)     | –          | – Einw./km²        | 48125      | 48500        |
| Saint-Georges-de-Lévéjac | 250 (2013)     | –          | – Einw./km²        | 48154      | 48500        |
| Saint-Rome-de-Dolan      | 64 (2013)      | –          | – Einw./km²        | 48180      | 48500        |
| Les Vignes               | 104 (2013)     | –          | – Einw./km²        | 48195      | 48210        |